# Bill Oddie
William Edgar "Bill" Oddie, född 7 juli 1941 i Rochdale, Lancashire, är en brittisk musiker, författare, skådespelare, komiker och konstnär. 

## Karriär
Oddie var under 1960-, 1970- och 1980-talen framgångsrik komiker, mest känd för komeditrion The Goodies, som han också skrev manus till tillsammans med Graeme Garden. Han har även mindre roller i Plankan (1967) och At Last the 1948 Show. Oddie har varit med som programledare i många naturprogram, såsom The Great Bird Race (1983), Birding with Bill Oddie (två säsonger mellan 1997 och 2000) och 100 Years of Wildlife (2007).